# Metatorbernita
La metatorbernita es un mineral de la clase de los minerales fosfatos, y dentro de esta pertenece al llamado «grupo de la metaautunita». Fue descubierta en 1786 cerca de la localidad de Erzgebirge, en el estado de Sajonia (Alemania), siendo nombrada así por estar relacionado con el mineral torbernita. Un sinónimo poco usado es el de metacalcolita.

## Características químicas
Es un uranilo-fosfato de cobre, hidratado. Su estructura cristalina está formada por capas alternas de uranilo y fosfato, como todos los minerales del grupo de la metaautunita al que pertenece.
Forma una serie de solución sólida con el mineral metazeunerita (Cu(UO2)2(AsO4)2·8H2O), en la que la sustitución gradual del fósforo por arsénico va dando los distintos minerales de la serie.
Además de los elementos de su fórmula, suele llevar como impurezas: calcio, bario y magnesio, que le dan distintas tonalidades.
También según impurezas los cristales pueden mostrar muchos tipos de brillo, desde terroso-nublado a translúcido-sedoso.

## Formación y yacimientos
Se forma como mineral secundario resultante de la deshidratación por exposición a la intemperie del mineral torbernita. Se puede formar también como mineral primario por encima de 75 °C.
Suele encontrarse asociado a otros minerales como: torbernita y metaautunita.

## Usos
Puede ser usado como mena del importante mineral de uranio. Por ser un mineral radiactivo debe ser tratado con las debidas precauciones: lavar las manos tras manipularlo, evitar inhalar el polvo o ingerir, evitar prolongadas exposiciones en la proximidad del cuerpo, almacenar en áreas deshabitadas.